# Charles-Axel Guillaumot
Pour les articles homonymes, voir Guillaumot.

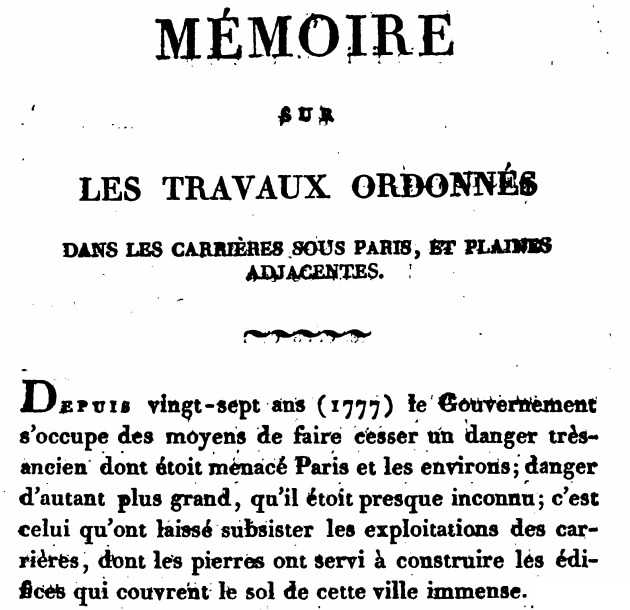
Premières lignes de l'ouvrage publié par Guillaumot en 1804.

Charles-Axel Guillaumot est un architecte français né en février 1730 à Stockholm de parents français et mort en 1807.

## Biographie
Il entre à l'Académie royale d'architecture en 1770. Il est le premier Inspecteur Général des Carrières de Paris le 4 avril 1777 jusqu'en 1807, soit la carrière la plus longue à la tête de l'Inspection Général des Carrières. C'est à ce titre qu'il cartographie les carrières souterraines de Paris pour consolider les vides et fontis sous les voies publiques et les bâtiments du Roi. Il aménage des ossuaires dans d'anciennes carrières souterraines à Paris, devenue depuis les Catacombes de Paris. Ses travaux ont permis de contenir les risques d'effondrement du sous-sol de la capitale française depuis le XVIIIe siècle. 
Il est également Administrateur de la manufacture des Gobelins.
Il a été enterré au cimetière de Sainte-Catherine dont le contenu a été plus tard transféré, ironie du sort, dans un des ossuaires de Paris. Ses restes reposent anonymement dans un lieu qu'il avait tant contribué à reconnaître et organiser. Son legs est immense, c'est lui qui, le premier, a sécurisé le sous-sol de Paris où, depuis le 4 octobre 2017 enfin une place dans le 14e à proximité de la gare Denfert-Rochereau près de l’entrée des Catacombes et du siège historique de l’Inspection Générale des Carrières porte son nom : l'esplanade Charles-Axel Guillaumot.

## Principales réalisations
- 1754-1756 : 3 casernes de Gardes suisses :
  - Rueil-Malmaison, actuelle caserne Guynemer[7] dont fait partie le Musée des Gardes suisses.
  - L'ancienne caserne Charras à Courbevoie, inscrite Monument historique en 1929, détruite en 1962, façade reconstruite dans le parc du château de Bécon[8]
  - Saint-Denis, sur l'actuelle place du 8-Mai-1945, détruite en 1969
- Caserne de Joigny, actuel quartier Dubois-Thainville[9]
- Palais abbatial de Vezelay (détruit en 1792)

## Hommages
- Esplanade Charles-Axel-Guillaumot dans le 14e arrondissement de Paris.